# 22.º Troféu HQ Mix
O 22º Troféu HQ Mix, referente aos lançamentos de quadrinhos de 2009, teve seu resultado divulgado em 29 de setembro de 2010. A premiação ocorreu em 6 de outubro, no Teatro SESC Pompeia, em São Paulo. O troféu (que homenageia um autor diferente a cada ano) representava o personagem Astronauta, do quadrinista Mauricio de Sousa.
Parte das categorias foi escolhida por votação entre desenhistas, roteiristas, professores, editores, pesquisadores e jornalistas ligado à área de quadrinhos no Brasil. O cadastro dos profissionais foi feito através do site do Troféu HQ Mix. Outros prêmios foram escolhidos pela comissão organizadora do Troféu HQ Mix, formada por Sonia M. Bibe Luyten (presidente), Andréa de Araújo Nogueira, Benedito Nicolau, Cristina Merlo, Daniela Baptista, Gualberto Costa, Jal, Marcelo Alencar, Nobu Chinen, Sam Hart, Silvio Alexandre, Tiago Souza, Waldomiro Vergueiro e Will.
Nesta edição, foi criada a categoria fa a brasileiros com trabalhos publicados originalmente no exterior e que, portanto, não eram elegíveis para as demais categorias (por exemplo, quadrinistas nacionais deveriam publicar álbuns ou revistas no Brasil e álbuns ou revistas estrangeiros publicados no país só valem para a indicação de quadrinistas estrangeiros).
O prêmio foi apresentado por Serginho Groisman, com a participação da banda do programa Altas Horas. Também houve participação especial do Comédia Canibal, com Rogério Vilela e Rudy Landucci.

## Prêmios[1]
| Categoria                                | Vencedor(es) | Outros indicados |
| ---------------------------------------- | --- | --- |
| Adaptação para os quadrinhos             | Jubiabá de Jorge Amado Spacca / editora Quadrinhos na Cia | - A Luneta Mágica em Quadrinhos (Panda Books) - Balaiada - A Guerra do Maranhão (Independente) - História do Brasil em Quadrinhos: Proclamação da República (Editora Europa) - O Cortiço (Ática) - O Guarani (Ática) - O Pagador de Promessas (Agir) |
| Adaptação para outro veículo             | Los 3 Amigos curta-metragem dirigido por Daniel Messias | - Aline (série de televisão) - Avenida Dropsie (teatro) - Batman: Arkham Asylum (video game) - Watchmen (filme) - X-Men Origens: Wolverine (filme) - Death Note (teatro) |
| Articulista de quadrinhos                | Sérgio Codespoti | Eleito pela comissão e pelo júri especial |
| Caricaturista                            | Fernandes | Eleito pela comissão e pelo júri especial |
| Cartunista                               | Airon | Eleito pela comissão e pelo júri especial |
| Chargista                                | Angeli | Eleito pela comissão e pelo júri especial |
| Desenhista estrangeiro                   | Craig Thompson Retalhos | - Alex Robinson (Fracasso de Público) - Chris Ware (Jimmy Corrigan) - Clément Oubrerie (Aya) - Guy Delisle (Crônicas Birmanesas, Shenzhen) - Hayao Miyazaki (Nausicaä) - Robert Crumb (Genesis) |
| Desenhista nacional                      | Marcelo Quintanilha Sábado dos Meus Amores | - André Toral (Os Brasileiros) - Gabriel Bá (The Umbrella Academy, Pixu, Quase Nada) - Eloar Guazzelli Filho (O Pagador de Promessas, Graffiti 76% Quadrinhos) - Laudo Ferreira Jr. (Yeshuah, História do Brasil em Quadrinhos) - Mateus Santolouco (Cabaret, Encore) - Spacca (Jubiabá) |
| Desenhista revelação                     | Gustavo Duarte Có! | - Beto Nicácio (Balaiada - A Guerra do Maranhão) - Caio Majado (Orixás) - Guga Schultze (Graffitti 76% Quadrinhos, Saída 3) - Mario Cau (Café Espacial, Nanquim Descartável, Pieces, Quadrinhópole) - Marlon Tenório (Ombros de Gigantes) - Danilo Beyruth (Necronauta) |
| Destaque internacional                   | Ivan Reis | - Mike Deodato - Renato Guedes - Greg Tocchini - Rod Reis (colorista) - Rafael Albuquerque - Eddy Barrows |
| Dissertação de Mestrado                  | Histórias em quadrinhos e o ensino de ciências nas séries iniciais: estabelecendo relações para o ensino de conteúdos curriculares procedimentais Mariana Vaitiekunas Pizarro / Universidade Estadual Paulista Júlio de Mesquita Filho | Eleito pela comissão e pelo júri especial |
| Edição especial estrangeira              | Gênesis Robert Crumb / editora Conrad | - Crônicas Birmanesas - Guy Delisle (Zarabatana) - Fracasso de Público - Heróis mascarados e amigos encrencados - Alex Robinson (Gal Editora) - Jimmy Corrigan - O Garoto mais Esperto do Mundo - Chris Ware (Quadrinhos na Cia.) - Retalhos - Craig Thompson (Quadrinhos na Cia.) - The Umbrella Academy - Suite do Apocalipse - Gerard Way e Gabriel Bá (Devir) - Três Dedos: Um Escândalo Animado - Rich Koslowski (Gal Editora) |
| Edição especial nacional                 | MSP 50 - Mauricio de Sousa por 50 artistas vários autores / editora Panini | - Copacabana - S. Lobo e Odyr - Estação Luz - Guilherme Fonseca e Renoir Santos - Fractal - Marcela Godoy e Eduardo Ferigato - Os Brasileiros - André Toral - Sábado dos meus Amores - Marcello Quintanilha - Yeshuah - Laudo Ferreira e Omar Viñole |
| Editora do ano                           | Quadrinhos na Cia | - Conrad - Devir - GAL - JBC - Panini - Zarabatana |
| Evento                                   | 6º Festival Internacional de Quadrinhos Belo Horizonte | Eleito pela comissão e pelo júri especial |
| Exposição                                | Batman 70 Anos Festival Internacional de Quadrinhos, Belo Horizonte | Eleito pela comissão e pelo júri especial |
| Grande contribuição                      | ProAc - Programa de Ação Cultural Secretaria de Cultura do Estado de São Paulo | Eleito pela comissão e pelo júri especial |
| Grande mestre                            | Laerte | Eleito pela comissão e pelo júri especial |
| Homenagem especial                       | Maria Ivete Araújo (Zetti), pelos 30 anos no Salão Internacional de Humor de Piracicaba | Eleito pela comissão e pelo júri especial |
| Ilustrador nacional                      | Samuel Casal | - Alarcão - Hiro - Kako - Mauro Souza - Orlandeli - Cárcamo |
| Livro teórico                            | A leitura dos quadrinhos Paulo Ramos / editora Contexto | - Análise Textual da HQ: Uma abordagem semiótica da obra de Luiz Gê - Antonio Vicente Pietroforte (Annablume) - Fantasma - A biografia oficial do primeiro herói fantasiado dos quadrinhos - Marco Aurélio Luchetti - (Opera Graphica) - Memórias d'O Tico Tico. Juquinha, Giby e Miss Shocking. Os Quadrinhos Brasileiros 1884-1950 - Athos Cardoso Eichler (Senado Federal) - O Mocinho do Brasil - A história de um fenômeno editorial chamado Tex - Gonçalo Junior (Editora Laços) - Muito além dos quadrinhos - Waldomiro Vergueiro e Paulo Ramos (org.) (Devir) - Poeta do lápis: Sátira e Política na trajetória de Angelo Agostini no Brasil Imperial - Marcelo Balaban (Unicamp) |
| Mídia sobre quadrinhos                   | Universo HQ | - Banca de Quadrinhos (tv) - Bigorna (site) - Blog dos Quadrinhos (blog) - HQ Além dos Balões (tv na internet) - Impulso HQ (site) - Mundo dos Super-Heróis (revista) |
| Projeto editorial                        | MSP 50 - Mauricio de Sousa por 50 artistas vários artistas / editora Panini | - Calendário Pindura 2010 (Independente) - Os Bastidores de Watchmen (Aleph) - Peanuts Completo (L&PM) - Nova York - A vida na grande cidade (Quadrinhos na Cia.) - RAGU (Independente) - Subversos (Independente) |
| Publicação de aventura / terror / ficção | J. Kendall - aventuras de uma criminóloga Giancarlo Berardi e varios autores / editora Mythos | - A Torre Negra - O Longo Caminho para Casa - Stephen King - Peter David, Jae Lee e Richard Isanove (Panini) - Mágico Vento - Gianfranco Manfredi e Ivo Milazzo (Mythos) - Homunculus (Panini) - Oninbo e os Vermes do Inferno - Hideshi Hino (Zarabatana) - Tex - Edição Histórica - G.L. Bonelli, Galeppini e Virgílio Muzzi (Mythos) - Vertigo - vários (Panini) |
| Publicação de caricaturas                | 50 razões para rir Toni D'Agostinho / editora Noovha América | Eleito pela comissão e pelo júri especial |
| Publicação de cartuns                    | Sem palavras Samuca / independente | Eleito pela comissão e pelo júri especial |
| Publicação de charges                    | Catálogo do Salão de Humor da Anistia Senado Federal | Eleito pela comissão e pelo júri especial |
| Publicação de clássico                   | Peanuts Completo - 1950 a 1952 Charles Schulz / editora L&PM | - Bidu 50 Anos - Maurício de Souza (Panini) - Calvin e Haroldo - A Hora da Vingança - Bill Watterson (Conrad) - No Rastro de Masamune - Luiz Saidenberg (Marca de Fantasia) - Samurai - Júlio Shimamoto (EM Editora) - Watchmen - Edição Definitiva - Alan Moore, Dave Gibbons e John Higgins (Panini) - Verão Índio - Hugo Pratt e Milo Manara (Conrad) |
| Publicação de humor                      | É tudo mais ou menos verdade - jornalismo investigativo, tendencioso e ficcional de Allan Sieber Allan Sieber / editora Desiderata | - As Eletrizantes e Etílicas Aventuras das Velhas Virgens - Alexandre "Cavalo" Dias, André Andrade e Deivy Costa (Independente) - Capitu - Sacramento de Oliveira e Turbay (Independente) - Fráuzio - Ares da Primavera - Marcatti (Devir) - Mad - vários (Panini) - Mundo Canibal - vários (Mythos) - Roko-Loko - Hey Ho, Lets Go! - Marcio Baraldi (Editora Rock Brigade) |
| Publicação de tiras                      | Níquel Náusea - um tigre, dois tigres, três tigres Fernando Gonsales / editora Devir | - A Cabeça é a Ilha - André Dahmer (Desiderata) - Calvin e Haroldo - A Hora da Vingança - Bill Watterson (Conrad) - Macanudo - Liniers (Zarabatana) - Mutts - Os Vira-Latas - Patrick McDonnell (Devir) - O Caroço no Angu (Independente) - Vida Boa - Fábio Zimbres (Zarabatana) |
| Publicação erótica                       | Verão Índio Hugo Pratt e Milo Manara / editora Conrad | - As Aventuras Secretas - Denis Rodrigues (Dinâmica) - Clic 4 - Milo Manara (Conrad) - Encontro Fatal - Milo Manara (Conrad) - Futari H - Katsu Aki (JBC) - Love Junkies - Kyo Hatsuki (JBC) |
| Publicação independente de autor         | Nanquim Descartável Daniel Esteves | - Duo - Pablo Casado e Felipe Cunha - Entrequadros - Mario César - Macaco Albino - Leandro Robles - Patre Primordium - Ana Recalde e Fred Hildebrand - Pieces - Mario Cau - Solar - Solo Sagrado - Wellington Srbek |
| Publicação independente de grupo         | Café Espacial Sergio Chaves e Lídia Basoli, editores | - Adeus, Tia Chica - Cabaret - Picabu - Subversos - Tempestade Cerebral - Zine Royale |
| Publicação independente edição única     | Có! Gustavo Duarte | - Ato 5 - André Diniz (roteiro) e José Aguiar (arte) - Histórias de Tio Alípio e Kauê - O Beabá do Berimbau - Marcio Folha - HQ Interlúdio (Banda Cearense sobre o Fim) - Zé Wellington (roteiro) Demétrio Braga, André Pinheiro e Sílvio Romero (arte) e Camila Náglia (arte-final) - Saída 3 - Guga Schultze - Uiara e os Filhos de Eco - André Vazzios, Jussara Nunes (roteiro) Monique Novaes e Everton Teles Valério (arte) - A comadre do Zé - Luciano Irrthum |
| Publicação infantojuvenil                | Turma da Mônica Jovem vários autores / editora Panini | - 1000 Tiras em Quadrinhos (Independente) - Clássicos do Cinema - Cascão Porker e a Pedra Distracional (Panini) - Disney Big (Abril) - Naruto (Panini) - Nicolau e seus Queridos Vizinhos (Editora Enquadrinho) - Mundo Mendelévio - Planeta Telúria (Editora Lê) |
| Publicação mix                           | MSP 50 - Mauricio de Sousa por 50 artistas vários autores / editora Panini | - Beleléu (Independente) - Panorama dos Quadrinhos Contemporâneos na Alemanha (Independente) - Graffiti 76% Quadrinhos (Independente) - Ragu (Independente) - Revista Picabu (Independente) - Tarja Preta (Independente) |
| Roteirista estrangeiro                   | Chris Ware Jimmy Corrigan | - Alejandro Jodorowsky (A Casta dos Metabarões) - Alex Robinson (Fracasso de Público) - Guy Delisle (Crônicas Birmanesas e Shenzen) - Hayao Miyazaki (Nausicaä) - Hiromu Arakawa (Fullmetal Alchemist) - Rich Koslowski (Três Dedos: Um Escândalo Animado) |
| Roteirista nacional                      | André Diniz 7 Vidas, A Revolta de Canudos e Ato 5 | - Daniel Esteves (Café Espacial, Garagem Hermética, Nanquim Descartável, Quadrinhópole) - Laudo Ferreira Jr. (Yeshuah) - Guazzelli (Graffiti 76% Quadrinhos, Pagador de Promessas, Ragu) - Marcello Quintanilha (Sábado dos Meus Amores) - Sandro Lobo (Copacabana) - Spacca (Jubiabá) |
| Roteirista revelação                     | Alex Mir Orixás, Subversos e Tempestade Cerebral | - Ana Recalde (Patre Primordium - Quadrinhópole) - Bernardo Aurélio (Foices & Facões - A Batalha de Jenipapo) - Edson Rossatto (História do Brasil em Quadrinhos: Proclamação da República) - Iramir Araújo (Balaiada - A Guerra do Maranhão) - Marcela Godoy (Fractal) - Sergio Chaves (Café Espacial) |
| Salão e festival                         | Festival Internacional de Humor do Rio de Janeiro Rio de Janeiro | Eleito pela comissão e pelo júri especial |
| Tira nacional                            | Malvados André Dahmer | Eleito pela comissão e pelo júri especial |
| Trabalho de Conclusão de Curso           | As Histórias em quadrinhos e o cinema: as artes irmãs Adriano Di Benedetto / Universidade de São Paulo | Eleito pela comissão e pelo júri especial |
| Web quadrinhos                           | Dinamite & Raio-Laser Samuel Fonseca | Eleito pela comissão e pelo júri especial |